# Микьель, Витале I
Витале I Микьель (итал. Vitale I Michiel; ум. 1102) — 33-й дож Венеции. Правил с 1096 по 1102 год.

## Биография
Эпоха правления Витале I Микьеля совпала с эпохой первого крестового похода, к которому в 1095 году призвал папа Урбан II. Венецианская республика сначала холодно отнеслась к призыву, но наблюдая за участием в процессе Генуи и Пизы, стала более активной.
В 1099 году Венеция направила флот из 207 кораблей к берегам Святой земли, командовал флотом сын дожа Джованни Микьель. Первые военные действия кораблей у острова Родос были направлены не против «язычников», а против флота Пизы — торгового конкурента, который был разгромлен, а с правителей было взято слово о полном запрете торговли с Византией. Далее флот направился к азиатским берегам, где Готфрид Бульонский к тому времени уже захватил Иерусалим. Являясь транспортными монополистами, венецианцы получили множество торговых и иных привилегий.
По легенде, в результате этого похода венецианцы завладели частью мощей Св. Николая, хранившихся до этого в Мире или Бари. Для мощей на острове Лидо была сооружена церковь Сан-Николо дель Лидо.
На севере Италии республика под руководством дожа также смогла осуществить успешную экспансию, получить торговые привилегии и ввести в сферу своего влияния несколько городов.
В 1102 году Витале Микьель умер и был похоронен в соборе Св. Марка.